# Mnemonik (informatyka)
Mnemonik – w językach assemblera jest to składający się z kilku liter kod-słowo, który oznacza konkretną czynność, jaką ma wykonać procesor. Przykładem mnemoników mogą być: ADD (ang. add – dodaj) czy SUB (ang. subtract – odejmij).
Mnemoniki powstały, aby wyeliminować konieczność programowania komputerów za pomocą wpisywania samych liczb, które są naturalnym kodem używanym przez procesor. Zamianą mnemoników na liczby binarne (kod maszynowy) zajmują się odpowiednie programy – asemblery.
Wprowadzenie mnemoników miało wielkie zalety; pozwoliło procesowi programowania stać się łatwiejszym i mniej zawodnym, jako że ludzie łatwiej operują na słowach wyrażających określone polecenia niż na kodach liczbowych, których zapamiętanie jest czasochłonne, a używanie dużo mniej efektywne i bardziej podatne na błędy.
Zestawy mnemoników różnią się w zależności od typu procesora, choć część pozostaje zazwyczaj niezmienna, jak dodawanie, odejmowanie, mnożenie MUL (ang. multiply), czy dzielenie DIV (ang. divide).